# Plateaux
Plateaux (pronúncia: Platô) é um dos 12 departamentos da República do Congo, localizada na parte central do país. Faz fronteira com os departamentos de Cuvette, Lékoumou e Pool, e com a República Democrática do Congo. Sua capital é a cidade de Djambala.
Gamboma é a maior cidade do departamento.

## Distritos
- Abala
- Allembe
- Djambala
- Gamboma
- Lékana
- Makotipoko
- Mbon
- Mpouya
- Ngo
- Ollombo
- Ongoni